# Emotivna luda
Emotivna luda osmi je studijski album Cece Ražnatović. Izdala ga je izdavačka kuća Komuna u lipnju 1996. godine.
Album je prodan u nakladi od 210 000 primjeraka.

## Popis pjesama
| Br. | Skladba               | Trajanje |
| --- | --------------------- | -------- |
| 1.  | »Kad bi bio ranjen«   | 3:45     |
| 2.  | »Rođen sa greškom«    | 4:25     |
| 3.  | »Zabranjeno pušenje«  | 3:33     |
| 4.  | »Mrtvo more«          | 4:11     |
| 5.  | »Neodoljiv-neumoljiv« | 2:44     |
| 6.  | »Ličiš na moga oca«   | 5:10     |
| 7.  | »Doktor«              | 3:02     |
| 8.  | »Usnule lepotice«     | 3:52     |
| 9.  | »Isuse«               | 3:20     |

## Izdanja
| Regija         | Datum        | Izdavač | Format(i)  |
| -------------- | ------------ | ------- | ---------- |
| SR Jugoslavija | lipanj 1996. | Komuna  | CD, kaseta |

## Suradnici
- Tekstovi: Marina Tucaković
- Glazba i aranžman: Aleksandar Milić
- Ton majstor: Branko Marković
- Postprodukcija: Vladimir Negovanović
- Prateći vokali: Svetlana Ražnatović, Simonida Stanković, Aleksandar Milić, Zoran Tutunović, Puniša Zeljković, Branko Marković, Đorđe Janković, Nenad Stefanović
- Fotografije i izgled: Dejan Milićević
- Urednik: Kornelije Kovač

## Glazbeni spotovi
- 5. »Neodoljiv-neumoljiv«